# Лора Динкова
Лора Динкова е българска поетеса.

## Биография
Лора Динкова е родена през 1988 г. в София. Завършва българска филология и магистратура по литература и кино в Софийски университет „Св. Климент Охридски“.
Доктор по филология към катедрата по Българска литература на Софийския университет „Св. Климент Охридски“.
Първата ѝ книга е поетичният сборник „Отключено безвремие“, с която през 2012 г. печели награда в конкурса за дебютна литература „Южна пролет“, провеждан в Хасково. През 2013 става носител на приза най-добър млад славянски поет в Международния славянски поетичен конкурс, организиран в Харков, Украйна.
През 2014 г. излиза втората ѝ стихосбирка „Осиновени думи“. Нейни стихотворения са превеждани на италиански, френски и руски език. Публикува статии, рецензии и литературна критика в българския културен печат и в електронни сайтове.
През ноември 2018 г. третата ѝ поетична книга Диагноза тишина става факт на литературния пазар.
Носител е на специалната награда за поезия от Националния литературен конкурс „Яна Язова“ през 2019 г.
Носител е на специалната награда на Националния конкурс за поезия „Теодор Траянов“- 2021 г.
Нейни стихотворения са превеждани на италиански, френски, полски и руски език. Публикува статии, рецензии и литературна критика в българския културен печат и в електронни сайтове.
Внучка е на големия български поет Иван Динков.

## Произведения

### Стихосбирки
- „Отключено безвремие“, Университетско издателство „Св. Климент Охридски“, 2012
- „Осиновени думи“, Университетско издателство „Св. Климент Охридски“, 2014
- „Диагноза тишина“, Лексикон, 2018